# Ravi Shankar
Ravi Shankar (beng. রবি শংকর ; Varanasi, 7. travnja 1920. – San Diego, Kalifornija, 11. prosinca 2012.), često navođen i s naslovom pandit, bio je indijski glazbenik i skladatelj koji je svirao žičani instrument sitar. Smatra ga se jednim od najpoznatijih indijskih glazbenika 20. stoljeća.

## Životopis
Shankar je rođen u Varanasiju i rane godine je proveo putujući Europom i Indijom kao član plesnog sastava svoga brata Udaya Shankara. Od plesanja je odustao 1938. godine kako bi kod dvorskoga glazbenika Allaudina Khana počeo učiti svirati sitar. Nakon što je 1944. godine završio studije, Shankar počinje raditi kao skladatelj. Skladao je glazbu za filmsku Apu Trilogiju znamenitoga redatelja Satyajita Raya, te bio glazbeni direktor Sveindijskoga radija u New Delhiju od 1949. do 1956. godine.
Godine 1956. počinje odlaziti na turenje po Europi i Americi, gdje je svirao indijsku klasičnu glazbu, a 1960-ih godina ju je značajno popularizirao u ostatku svijeta zahvaljujući suradnji s violinistom Yehudijem Menuhinom i rock glazbenikom Georgeom Harrisonom iz sastava The Beatles. Shankar je počeo pisati koncerte za sitar i simfonijski orkestar te nastavio s turnejama 1970-ih i 1980-ih godina. U razdoblju od 1986. do 1992. godine služio je kao imenovani član gornjeg doma indijskoga Parlamenta. Shankar je 1999. godine za svoje zasluge dobio najviše indijsko odlikovanje Bharat Ratna; također je osvojio i tri nagrade Grammy. 2000-ih godina je nastavio nastupati, često zajedno sa svojom kćerkom Anoushkom Shankar. Otac je glazbenice Norah Jones.

## Vanjske poveznice
- Ravi Shankar. Službena stranica (engl.)
- East Meets West Music. Ravi Shankar Foundation (engl.)
- Shankar, Ravi Hrvatska enciklopedija. LZMK (životopis)
- LZMK / Proleksis enciklopedija: Shankar, Ravi (životopis)